# Koulikoro (região)
Koulikoro é uma região do Mali. Sua capital é a cidade de Koulikoro.

## Cercles

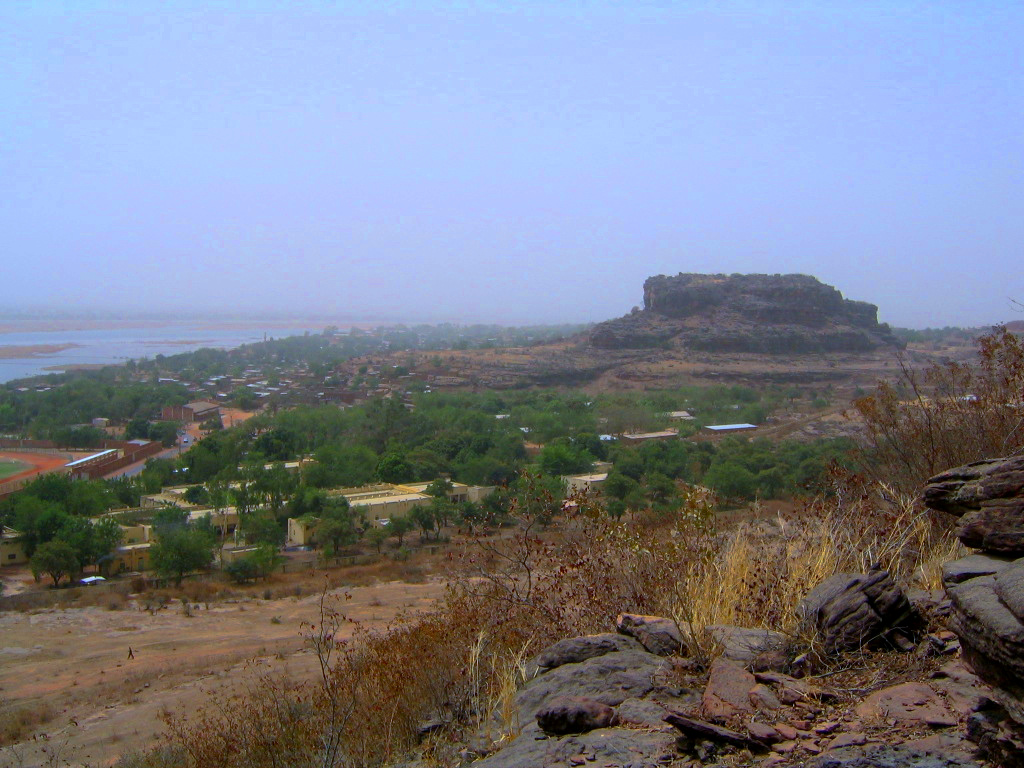
Vista de Kulikoro

- Banamba
- Dioïla
- Kangaba
- Koulikoro
- Kolokani
- Kati
- Nara